# 모건 깁스화이트
모건 앤서니 깁스화이트 (Morgan Anthony Gibbs-White, 2000년 1월 27일 ~ )는 잉글랜드의 축구 선수이며, 노팅엄 포리스트에서 공격형 미드필더로 뛰고 있다.